# Jens Drögemüller
Jens Drögemüller (* 19. Oktober 1969) ist ein deutscher Spieleautor. Er ist von Beruf Bilanzbuchhalter und lebt derzeit (2007) in Frankfurt am Main.

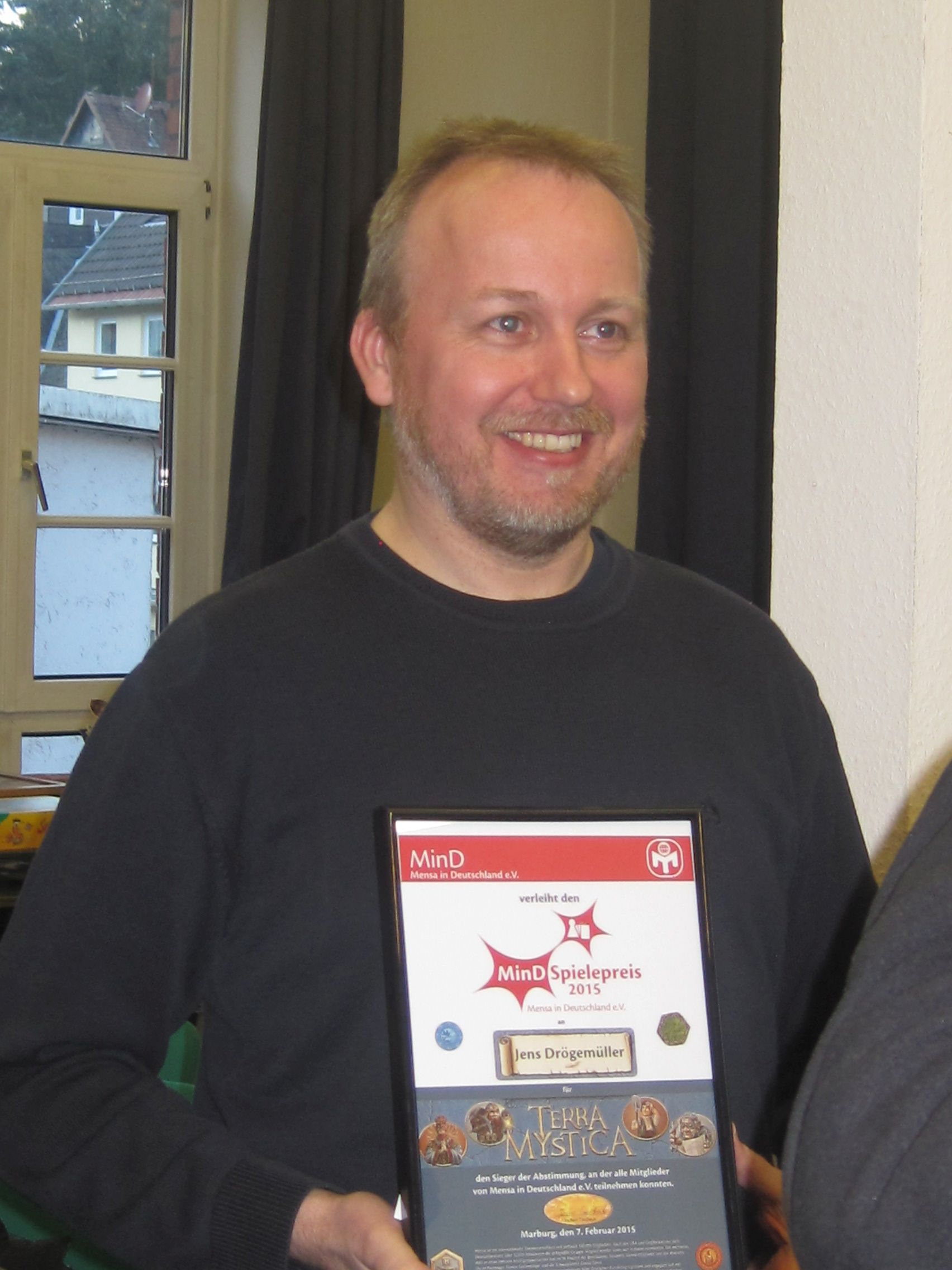
Jens Drögemüller mit der MinD-Spielepreis Urkunde 2015

Im Jahr 2004 erschien das Brettspiel Das Zepter von Zavandor, das 2004 den 9. Platz bei der Wahl zum Deutschen Spiele Preis erreichte. 2013 folgte der 1. Platz mit dem Brettspiel Terra Mystica als Co-Autor in Zusammenarbeit mit Helge Ostertag. Das Strategiespiel für 2–5 Spieler erschien als Schachtel beim Verlag Feuerland Spiele; in einer Computerumsetzung ist es auch online spielbar. 2014 wurde die 1. Erweiterung Terra Mystica: Feuer & Eis veröffentlicht. Vom Hochbegabtenverein Mensa in Deutschland wurde Terra Mystica mit dem MinD-Spielepreis 2015 in der Rubrik 'komplexe Spiele' ausgezeichnet.

## Ludografie (Auswahl)
- 2004: Das Zepter von Zavandor
- 2012: Terra Mystica
- 2014: Terra Mystica: Feuer & Eis
- 2017: Gaia Project
- 2019: Terra Mystica: Die Händler

## Belege
1. ↑  Foto der Preisträgerspielautoren (Seite nicht mehr abrufbar, festgestellt im August 2025. Suche in Webarchiven)  Info: Der Link wurde automatisch als defekt markiert. Bitte prüfe den Link gemäß Anleitung und entferne dann diesen Hinweis., Oberhessische Presse Marburg  vom 11. Februar 2015

| Personendaten    | Personendaten         |
| ---------------- | --------------------- |
| NAME             | Drögemüller, Jens     |
| KURZBESCHREIBUNG | deutscher Spieleautor |
| GEBURTSDATUM     | 19. Oktober 1969      |